# Parlament Wisconsina, Madison
Zgrada Parlamenta američke savezne države Wisconsin nalazi se u Madisonu. Dovršena 1917. godine kao peta građevina državnog parlamenta u zgradi se danas nalaze sjedišta zakonodavne vlasti (parlament), vrhovni sud države Wisconsin kao i ured guvernera Wisconsina. Zgrada parlamenta najviša je građevina u gradu dok državni zakon istovremeno brani gradnju građevina koje bi bile više od kupole. Izgradnja zgrade parlamenta trajala je od 1906. godine do 1917. godine i koštala je 7,25 milijuna američkih dolara. Zgradu je osmislila tvrtka arhitekta Georga B. Posta & Sons. Zakon iz 1990. godine ograničio je izgradnju građevina viših od zgrade parlamenta dok je 2001. godine zgrada postala nacionalno zaštićeno kulturno dobro na razini cijelog SAD-a.

## Galerija
- Božićno drvce u zgradi parlamenta, 2015.
- Rotunda
- Ustavni sud
- Kupola